# Honoré Clavier
Pour les articles homonymes, voir Clavier.
Honoré Marie Louis Clavier est un homme politique français né le 12 février 1810 à Brignoles (Var) et décédé le 18 novembre 1883 à Brignoles.

## Biographie
Honoré-Marie-Louis Clavier naît le 12 février 1810 à Brignoles. Il est le fils d'Antoine-Alexandre-Marie-Victoire Clavier, notaire, et de son épouse, Marie-Louise-Françoise-Dorothée Raux. 
Notaire, conseiller général du canton de Brignoles, Honoré Clavier est député du Var de 1850 à 1851, siégeant à gauche.
Il meurt le 18 novembre 1883 à Brignoles.